# Vratislavice nad Nisou
Vratislavice nad Nisou (német nyelven: Maffersdorf) Liberec kerülete és városrésze Csehországban, északon. Mintegy 6700 lakosú.

## Fekvése
A településrészt a Nisa folyó fogja közre Liberec és Jablonec között, mintegy 3,5 km-re délkeletre, Liberec központjától.

## Története
A Nisa folyó bal partján álló települést Wratislawicz néven a 13. században cseh telepesek alapították. Első írásos említése ezen a helyen az 1460-as évekből származik, amikor itt egy már egy kő falú templomot említettek. A  Nisa jobb partján pedig (mint önálló község) a 16. században Sziléziából származó német ajkú telepesek alapították meg Meffersdorf-ot. Ez a két falu nemcsak különböző néven szerepelt, de még különböző területhez is tartozott (Liberec, és Český Dub). A harmincéves háború után a német Maffersdorf nevet kezdték használni mindkét helyen - a cseh Wratislawicz név feledésbe merült.
Maffersdorf a Nisa jobb partján (Liberec oldala) fejlődött tovább. 1701-ben egy új plébánia temploma is elkészült, a prágai építész Marco Antonio Canavelli tervei szerint.
A 19. század második felében az ipari tevékenység is kibővült mindkét faluban. Ignaz Ginzkey által alapított szőnyeggyára (Willy nevű fia által továbbfejlesztve) világhírt ért el. 1924-ben, Ginzkey a Waldorf-Astoria szállodába New York City a világ addig legnagyobb szőnyegét készítette el. 1896-ban pedig Eduard Stiassny alapított itt porcelánmanufaktúrát.
1862-ben a gyógyvíz felfedezése után a falu bal partja is bekapcsolódott a fürdő üzletbe. 1913-ban egy ásványvíz forrást is felfedeztek itt, ezt követően 1918-ban, a fürdőt Maffersdorf vásárolta meg.
1872-ben a jobb parti Maffersdorfban részvénytársaságként jött létre a Reichenberger Bierbrauerei und Malzfabrik (reichenbergi sörfőzde és malátagyár).
1901-ben a folyó jobb és bal partján álló falu egybeolvadt mezővárossá (népesség 6234 1934), a cseh lakosok ezután kezdték el használni a jelenleg ismert Vratislavice nevet. 1903-ban mint város teljes státuszt szerzett, 1919-ben pedig a terület az újonnan alapított ország; Csehszlovákia része lett.
Ennek egy része a Szudétavidék, a müncheni egyezmény szerint, majd 1945 után a területet és a várost szinte kizárólag német ajkú lakosság lakta.
1951-ben a város vasúti közlekedése csatlakoztatva lett a Liberec és Jablonec villamos projekthez. Napjainkban a villamosútvonalat a helyi közlekedési vállalat, a Dopravní podnik měst Liberce a Jablonce nad Nisou (DPMLJ) működteti.
Vratislavice 1980-ban Liberec közigazgatási része lett.

## Itt születtek, itt éltek
- Ignaz Ginzkey (1818-1876, Maffersdorf) - szőnyeg mágnás
- Wilhelm Ginzkey (1856-1934, Maffersdorf)- szőnyeggyáros
- Ferdinand Porsche (1875-1951) - autó tervező
- Prof. Oskar Baudisch (1881-1950, La Jolla, Kalifornia) - német-amerikai röntgenológus
- Konrad Henlein (1898-1945) - politikus
- Hans Molitor (1895-1945, New Jersey) - osztrák-amerikai farmakológus
- Prof. Elisabeth Decht (született 1914) - osztrák zongorista és orgonaművész
- Walter Radetz (1926-1986)- német író, szerkesztő, fordító
- Roland Bulirsch (született 1932-ben, Nová Ruda (Neurode) Vratislavice)- matematikus, itt nőtt fel.
- Prof. Roland Schneider (1939-2007) - német Japanologista